# Arte altomedievale

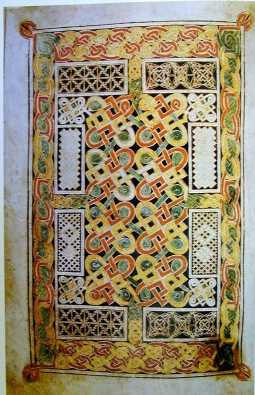
"Pagina tappeto" dellEvangeliario di Durrow, 680 circa, Dublino, Trinity College Library

L'arte in Europa nell'alto medioevo copre un periodo di circa mezzo millennio: dalla caduta dell'Impero romano d'Occidente fino alla rinascita posteriore al 1000, epoca generalmente considerata "romanica". 
Nell'Alto Medioevo l'Europa venne attraversata da grandi rivolgimenti e la produzione artistica subì un decremento quantitativo. I territori di espressione latina dell'Italia, dell'Europa occidentale e dell'Africa settentrionale furono testimoni, a partire dai primi decenni del V secolo, delle invasioni barbariche, mentre la civiltà urbana che faceva capo a Roma subiva un progressivo impoverimento e spopolamento, con conseguente diminuzione dell'importanza delle istituzioni civili.
In realtà la dizione arte altomedievale è piuttosto generica, e raggruppa diverse correnti, tendenze e fasi. In Italia il periodo dall'Editto di Milano (313) ai primi decenni del VI secolo circa, rientra nell'ambito dell'arte paleocristiana; il periodo dal VI all'VIII secolo circa, quando l'Italia subì più forte l'influsso di Costantinopoli, viene anche studiato, per alcuni campi artistici, nel quadro dell'arte bizantina. Prima dell'VIII secolo si può inquadrare l'arte altomedievale nello studio delle produzioni artistiche delle popolazioni barbariche, tra le quali assume un particolare rilievo l'arte longobarda. Dopo l'VIII secolo, ma comunque prima del Mille, e quindi all'interno del periodo indicato come Alto Medioevo, si trovano le espressioni dell'arte carolingia e dell'ottoniana, entrambe di impianto già preromanico, la cui influenza si estende anche in Italia a partire dai centri dell'Europa centro-settentrionale, come già in precedenza alcuni elementi dell'arte insulare irlandese in particolare per la miniatura.
L'arte altomedievale può essere quindi considerata il punto di partenza di un'arte europea di respiro continentale.
Nel Medioevo l'arte tornò ad avere una funzione prettamente pratica, cioè applicata ad oggetti di uso, e gli artisti (o artefici) non avevano ancora quell'aura elitaria che si diffuse dalla fine del XIII secolo in poi: pittori, scultori, architetti erano lavoratori alla pari degli orefici, dei tessitori, dei cuoiai, eccetera. La distinzione canonica tra arti maggiori (pittura scultura e architettura) e arti minori risale infatti ai trattati di Leon Battista Alberti, il quale sostenne che le discipline maggiori avevano un aspetto intellettuale che superava la semplice manualità.

## I precedenti
L'arte alto medievale ha due importanti precedenti: 
- L'arte romana, nella sua fase tardo antica, vista come qualcosa di vivo e come una perenne fonte di ispirazione, soprattutto per le istituzioni politiche ed ecclesiastiche che faticosamente si svilupparono e si diedero una configurazione propria.
- L'arte paleocristiana, che a Costantinopoli assunse poi i caratteri definiti dell'arte bizantina, per il prestigio della corte di Bisanzio e anche per gli influssi diretti che l'impero d'oriente ebbe sul territorio italiano, come nel caso di Ravenna.

## Arte barbarica

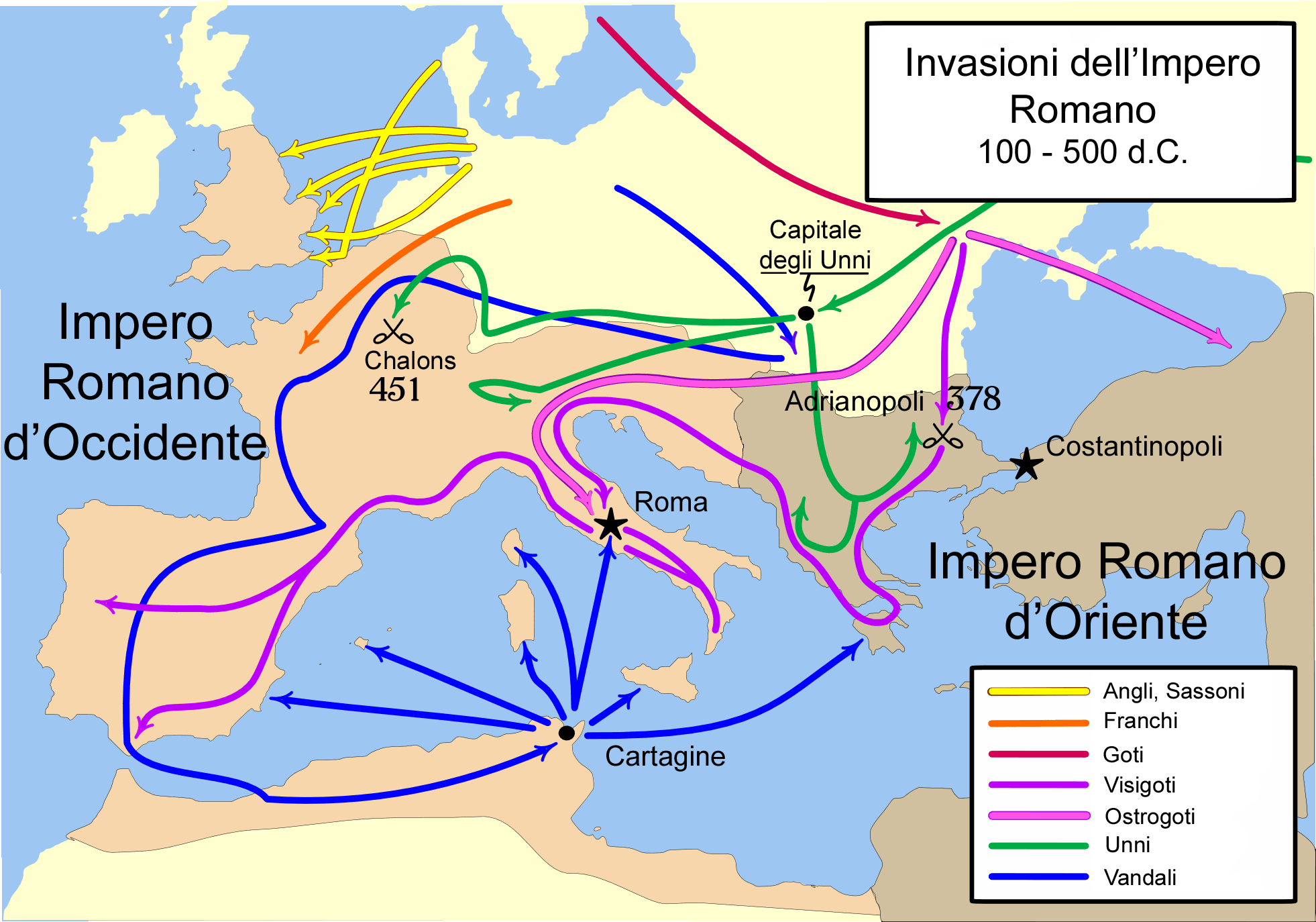
Schema delle invasioni barbariche in Europa. In giallo gli anglo-sassoni, in arancione i franchi, in rosso i goti, in viola i visigoti, in rosa gli ostrogoti, in verde gli unni, in blu i vandali.

A questi influssi bisogna aggiungere quelli dei nuovi popoli che si stanziarono in occidente, i cosiddetti barbari, la cui arte presentava dei caratteri totalmente diversi rispetto a quella classica. Se quest'ultima aveva infatti come principale oggetto di studio l'uomo, il corpo umano, l'arte dei nuovi popoli era astratta, giocata sull'intreccio, il viluppo fitomorfo.
La parola barbaro significa letteralmente "balbuziente" ed indicava per gli Elleni prima, e per i Romani poi, chi non sa parlare la loro lingua, sottintendendo che non sa né comportarsi né vivere secondo i costumi e i principi della civiltà greco-romana, con una connotazione negativa quale persona priva di educazione, rozza e incolta. Migrazioni di massa a catena spinsero una serie di popolazioni germaniche "barbare" a muoversi, fin dalla metà del III secolo, verso i territori romani, varcandone i confini favoriti dalla loro sempre più massiccia presenza nelle legioni romane stesse e dalla crisi demografica che colpì intere province. Dalle migrazioni, a partire dalla fine del IV fino al V secolo, si innescò una escalation di violenza che portò a vere e proprie invasioni, con saccheggi e distruzioni, che accelerarono la disgregazione dell'Impero e portarono alla formazione dei regni "romano-barbarici":
- Anglosassoni in Gran Bretagna,
- Franchi e Burgundi nelle Gallie,
- Vandali in Africa,
- Visigoti nella penisola iberica,
- Ostrogoti in Italia.

Queste popolazioni erano comunque ormai romanizzate, grazie ai contatti di lungo tempo con il mondo greco-romano, e, a partire dalla seconda metà del V secolo, essi si convertirono al Cristianesimo, grazie all'opera di missionari.
Queste popolazioni non avevano tradizioni artistiche legate a scultura, architettura e pittura parietale (che quindi con le invasioni decaddero), poiché le loro società erano di tipo nomadico e normalmente non si stanziavano a lungo per poter creare forme di arte monumentale. Essi possedevano però una notevole conoscenza nell'uso e decorazione di materiali leggeri quali il legno, i metalli, le pelli.
In Italia si ebbe una produzione un po' atipica per via della forte influenza bizantina nell'Alto Medioevo (soprattutto lungo la costa adriatica) e la promozione di modelli tardo antichi e paleocristiani esercitata dal papato, istituzione in piena ascesa politica ed economica.

### Oreficeria barbarica

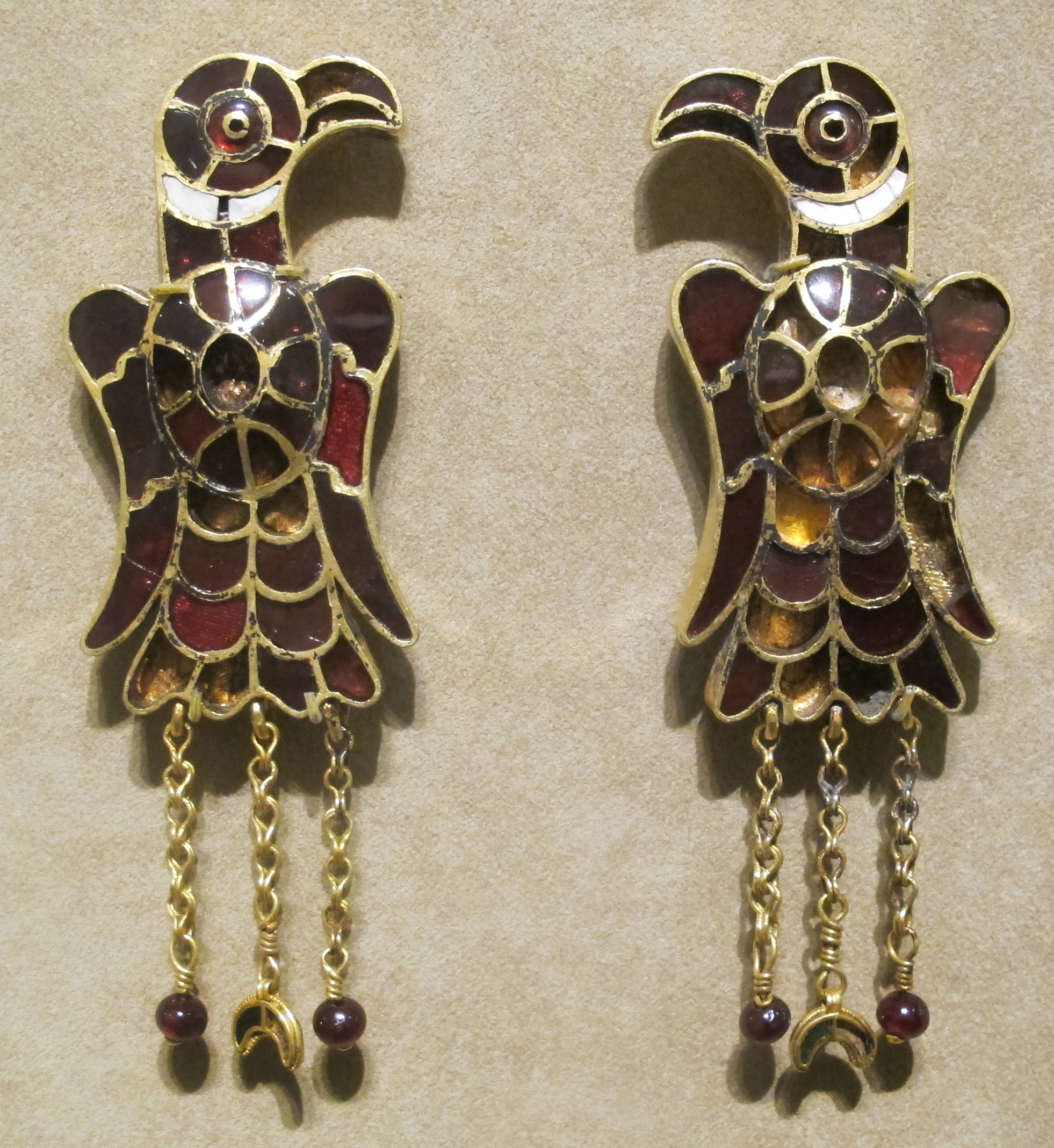
Orecchini ostrogoti in stile policromo, Metropolitan Museum of Art, New York

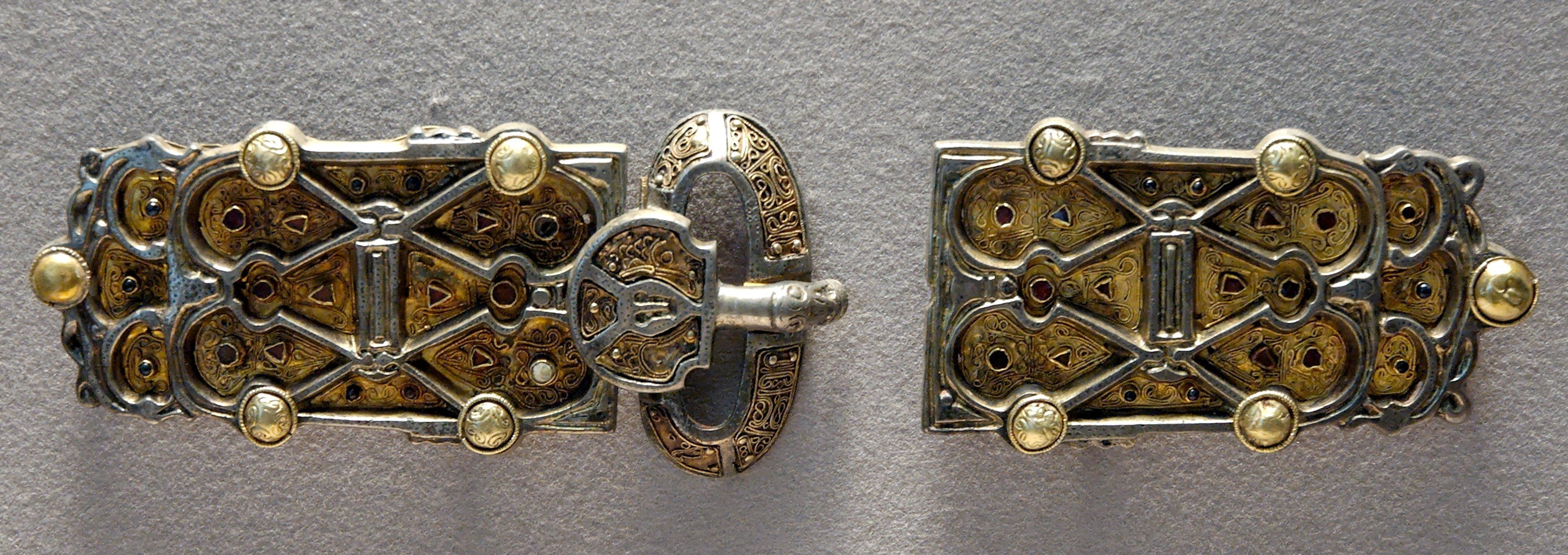
Fibbia di Aregunda, arte merovingia, 570 circa, Museo di Antichità, Saint-Germain-en-Laye

Fu in particolare in oreficeria che vennero raggiunti i migliori risultati artistici, con notevoli apporti originali. Le principali produzioni riguardano fibule, diademi, else, fibbie di cinturoni.
Stile policromo
Un primo stile, detto policromo, risale agli Unni e trovava dei precedenti nelle popolazioni stanziate sul Mar Nero. Si contraddistingue dall'uso di pietre levigate (spesso rosse come granati e almandini), incastonate nell'oro, sia isolate, sia a distanze ravvicinate, ricoprendo quasi l'intera superficie con sottili strisce di metallo prezioso tra un castone e l'altro. Nella seconda metà del V secolo questa tecnica raggiunse un apice all'epoca di Childerico I e più o meno contemporaneamente si diffuse anche in Italia e Spagna tramite i goti. In Spagna le forme usate furono meno elaborate e meno ricche. Questa tecnica, oltre all'ampia diffusione, ebbe una vita molto lunga, essendo usata ancora dai Franchi e dai Longobardi nel VII secolo.
Stile animalistico
Un secondo stile è quello animalistico, che venne portato ad alti livelli nel bacino del Mare del Nord e nella Scandinavia, prima di diffondersi in tutta Europa. I manufatti tipici in questo stile sono fibbie e guarnizioni varie ed hanno analogia con produzioni simili in province romane quali la Britannia e la Pannonia. In queste opere le figure geometriche invadono tutta la superficie ed a seconda dei risultati si hanno due sottodivisioni:
1. Lo stile animalistico I: caratterizzato da una disposizione degli elementi scomposta ed asimmetrica; gli elementi zoomorfi sono essenziali ma realistici.
2. Lo stile animalistico II: sviluppatosi successivamente su influsso dell'arte bizantina, presenta maggiore regolarità e fluidità del disegno; gli elementi zoomorfi diventano più stilizzati, fino a venire assorbiti in inestricabili motivi a nastro.

Oltre che in oreficeria motivi simili vennero sviluppati nella scultura in pietra e nei manoscritti miniati dei monasteri, soprattutto nelle "pagine tappeto" prodotte nel VII secolo nelle isole britanniche.

## Arte longobarda
I Longobardi giunsero in Italia nel 568, passando dal Friuli sotto la guida di re Alboino. Velocemente conquistarono ampi territori, anche per la poca resistenza operata dalle città (Milano nel 569, Pavia, eretta a capitale del regno longobardo, nel 572). A partire dal 643 (Editto di Rotari) le leggi longobarde integrarono il diritto romano, che continuò a essere applicato ai soli sudditi romanici. I territori conquistati, divisi dalla sottile striscia di territori pontifici dal Ducato romano all'Esarcato di Ravenna e con l'esclusione degli avamposti bizantini, si distinguevano in una parte a nord più compatta (la Langobardia Maior) ed una a sud divisa in due ducati maggiormente autonomi (la Langobardia Minor).

### Oreficeria e lavorazione dei metalli

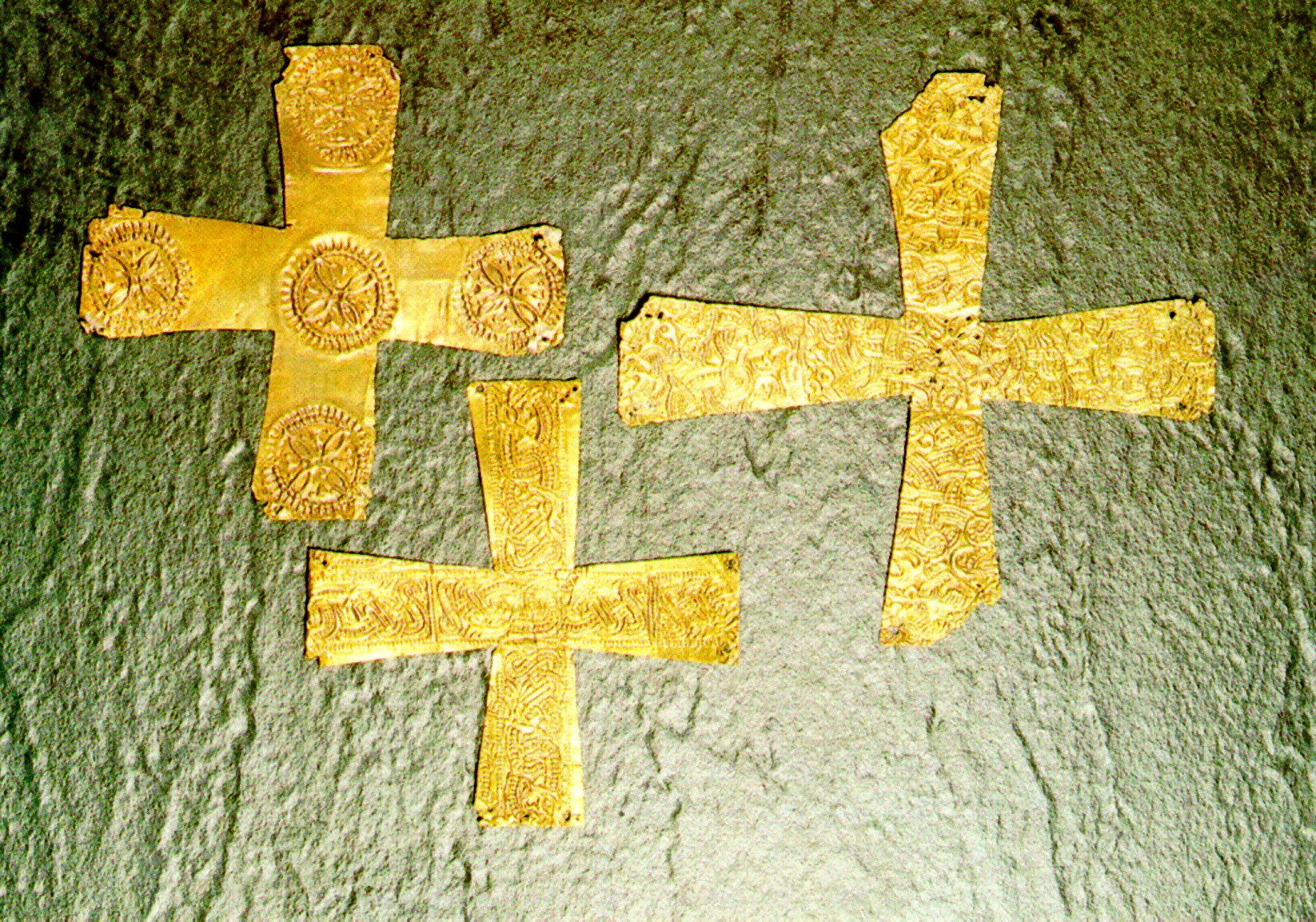
Crocette sbalzate in lamina d'oro longobarde, Museo civico archeologico di Bergamo

Già prima della discesa in Italia la principale espressione artistica dei longobardi è quella legata all'oreficeria, e fonde le tradizioni germaniche con influenze tardo romane. Risalgono a questo iniziale periodo le crocette in lamina d'oro sbalzate, che negli esemplari più antichi presentano figure di animali stilizzati ma riconoscibili, mentre in seguito sono decorate da intricati elementi vegetali all'interno dei quali compaiono talvolta figurine zoomorfe. Nel VII secolo si aggiunsero anche i primi esempi di monetazione ed alcuni anelli-sigillo con testine umane e lettere latine. Rientrano nella produzione di alto livello le croci gemmate, come la Croce di Agilulfo, al Museo e tesoro del duomo di Monza (inizio del VII secolo), o l'Evangeliario di Teodolinda.
Grazie a corredi funebri ritrovati, si è venuti a conoscenza di grandi scudi da parata in legno ricoperto di cuoio, sui quali potevano venir applicate sagome in bronzo: per esempio nello scudo di Stabio (Historisches Museum di Berna) erano state usate figurine di animali e figure equestri, di immediato e raffinato dinamismo senza precedenti. Talvolta si cercava di recuperare modelli classici, come nella lastra frontale di elmo della Valdinievole, detta Lamina di re Agilulfo.

### Architettura

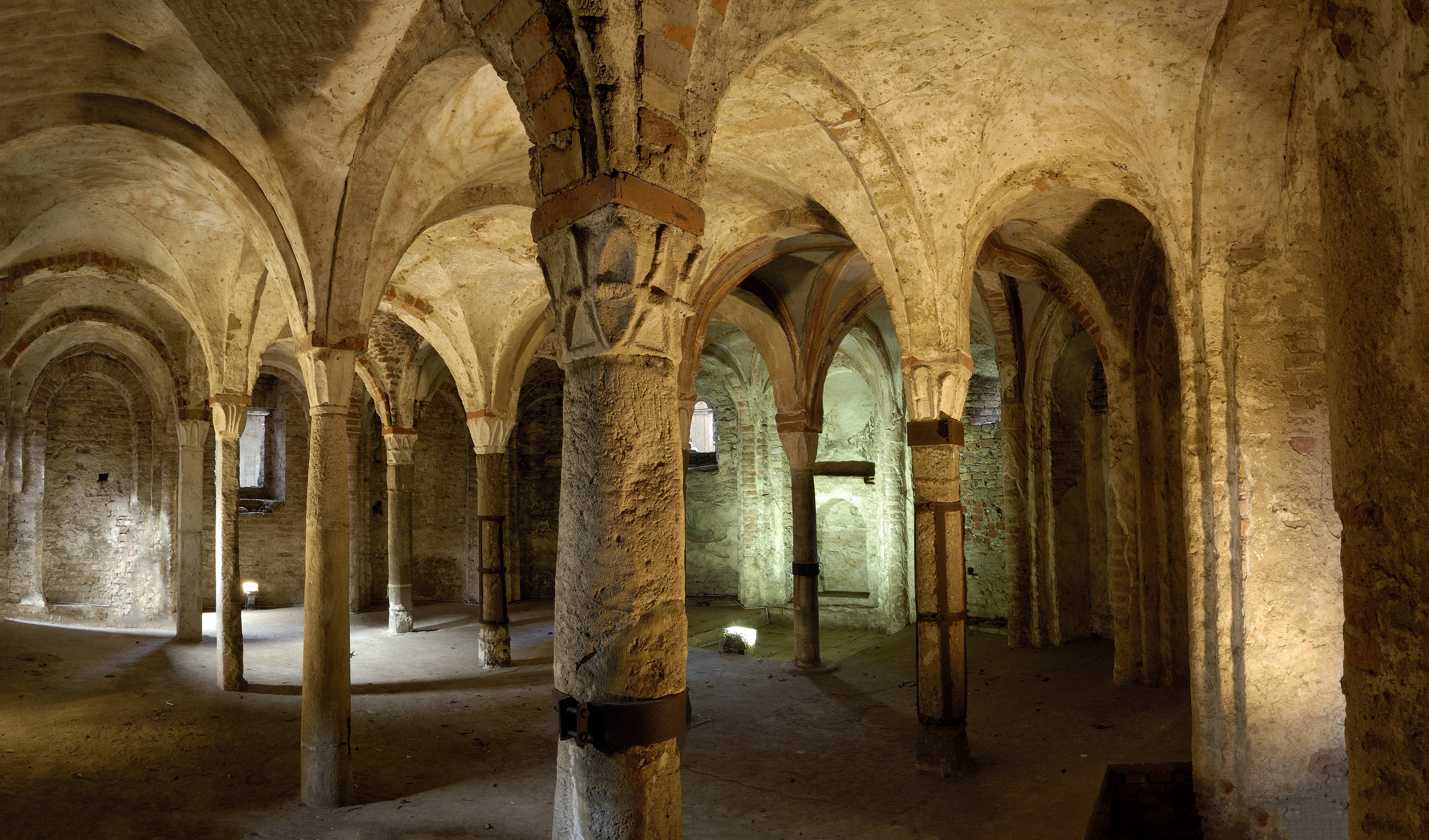
Cripta di Sant'Eusebio, VII secolo, Pavia

Il centro più importante della cultura longobarda fu Pavia, capitale del loro regno, dove però la maggior parte degli edifici eretti tra il VII e l'VIII secolo è andata distrutta o ha subito modifiche radicali tra l'XI e il XII secolo. Restano tracce nella cripta della chiesa di Sant'Eusebio che, sebbene rimaneggiata nell'epoca romanica, mostra ancora dei rarissimi capitelli, senz'altro dall'aspetto grezzo, ma fondamentali per capire l'allontanamento dall'arte classica, con forme originali desunte dall'oreficeria. Forse addirittura in antico erano ricoperti da paste vitree o grosse pietre colorate, come enormi gioielli.
Il monumento longobardo più famoso e meglio conservato si trova comunque a Cividale del Friuli, ed è il cosiddetto Tempietto longobardo, edificato verso la metà dell'VIII secolo. È composto da un'aula a base quadrata e la parte più interessante è il "fregio" al livello superiore, dove si trovano otto figure a rilievo di sante, in stucco, eccezionalmente ben conservate: le loro monumentali figure sono da collegare ai modelli classici, riletti secondo la cultura longobarda. I panneggi delle vesti riccamente decorate hanno un andamento accentuatamente rettilineo, e ricordano i modelli bizantini.
Il tempietto è particolarmente importante perché segna la convivenza di motivi prettamente longobardi (nei fregi per esempio) e una ripresa dei modelli classici, creando una sorta di continuità aulico ininterrotto tra l'arte classica, l'arte longobarda e l'arte carolingia (nei cui antieri lavorarono spesso maestranze longobarde, come a Brescia) e ottoniana.
Un importante esempio di architettura nella Langobardia Minor è la chiesa di Santa Sofia di Benevento, fondata nel 760, nella quale restano anche importanti affreschi dell'epoca.

### Scultura

Pluteo "di Teodote", VIII secolo (Pavia, Musei Civici)

I migliori esempi di scultura longobarda si trovano a Cividale del Friuli ed a Pavia. Nel Museo Civico Malaspina di Pavia sono conservati due plutei dell'inizio dell'VIII secolo. Entro elaborate cornici con tralci ed elementi vegetali sono raffigurati dei pavoni che si abbeverano a una fonte sormontata dalla croce e dei draghi marini davanti all'albero della vita. Presentano un rilievo bidimensionale staccato incisivamente dal fondo, con un effetto calligrafico incisivo, che opera una stilizzazione altamente simbolica. Durante la cosiddetta Rinascenza liutprandea fu scolpito l'altare del duca Rachis, con le quattro facce laterali che presentano figure fortemente bidimensionali, come un disegno a rilievo. Questo effetto, assieme alla marcata stilizzazione delle figure e il senso calligrafico, fa assomigliare l'altare più ad un monumentale cofanetto eburneo.

### Pittura
Tra le scarse testimonianze di pittura di età longobarda sopravvissute fino a oggi spiccano i cicli di affreschi del Maestro di Castelseprio, nella Langobardia Maior, e quelli di Santa Sofia a Benevento e della Grotta di San Michele a Olevano sul Tusciano.

## La rinascita carolingia
Uno dei momenti più significativi dell'arte alto medievale è il IX secolo, durante il quale si sviluppa l'arte legata alla corte di Carlo Magno, caratterizzata dalla volontà di riaffermare la continuità con l'arte classica, per coerenza con l'idea di ispirarsi alla grandezza di Roma. Sin dall'epoca si usò il termine renovatio, un recupero consapevole, che però seppe prendere il meglio del sapere artistico di innumerevoli influenze e convogliarlo nei fini di legittimazione e celebrazione dell'Impero. Fortissima è anche l'importanza data alla religione, con la fondazione di numerosi monasteri in tutta Europa: da essi nacque la propulsione della nuova cultura e divennero pilastri portanti dell'amministrazione del territorio.

### Architettura

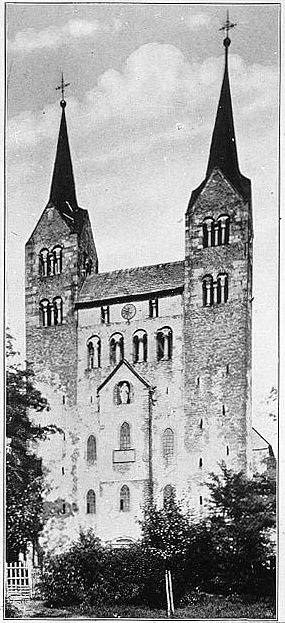
La Westwerk dell'Abbazia di Corvey

Per la prima volta dall'epoca paleocristiana si poterono iniziare edifici di dimensioni monumentali e fabbriche grandiose: in quarantasei anni di regno di Carlo vennero iniziati, e in gran parte completati, qualcosa come 75 palazzi, sette cattedrali e ben 232 monasteri. L'esempio più illustre è il complesso palaziale di Aquisgrana, ispirato al Palazzo del Laterano romano, dove resta la magnifica Cappella Palatina, la cui planimetria a pianta centrale con alta cupola ricalca esempi di edifici paleocristiani (San Lorenzo a Milano), bizantini (San Vitale a Ravenna) e longobardi (chiesa di Santa Maria alle Pertiche a Pavia, che ispirò lo sviluppo in verticale del corpo centrale).
Il punto di partenza quindi era sempre l'architettura classica, anche se veniva profondamente reinterpretata come a Lorsch, ma garantiva una solenne monumentalità agli edifici, come nella porta monumentale dell'Abbazia di Lorsch, somigliante per alcuni aspetti all'Arco di Costantino.  Una rivoluzione fu l'introduzione della Westwerk (letteralmente "corpo occidentale"), cioè di un edificio a più piani collocato davanti all'ingresso delle chiese più importanti, dove per la prima volta si pose il problema di creare una facciata monumentale.

### Pittura

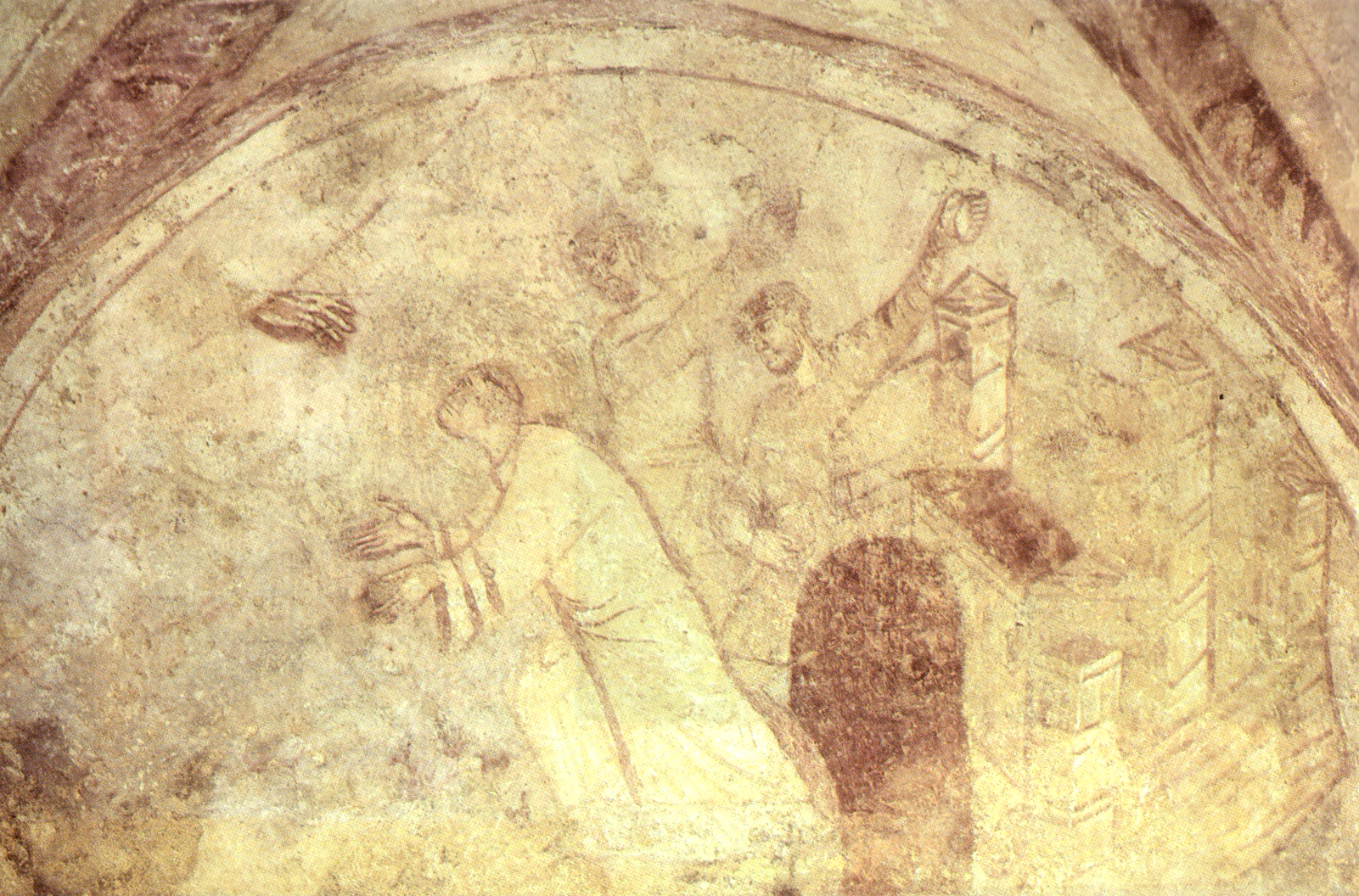
Auxerre, cripta di Saint-Germain, Lapidazione di Santo Stefano, 841-857

La quasi totalità delle pitture monumentali legate alla committenza imperiale è andata perduta, per cui i rarissimi esempi di opere rimaste rivestono una grande importanza. Tra questi, uno dei più interessanti, è rappresentato dagli affreschi della cripta di Saint Germain d'Auxerre, databili tra l'847 e l'857, dove è interessante notare come il pittore sia attento alla dinamica delle figure, ritraendo con verosimiglianza i gesti e le espressioni facciali, ma lasci lo sfondo vagamente indeterminato, con dimensioni e prospettiva incongruenti.
Ma la maggior parte delle testimonianze di pittura murale carolingia sono concentrate nell'arco alpino tra l'Italia e la Svizzera: nel monastero di San Giovanni della Val Müstair (ciclo di affreschi con Storie dell'Antico e Nuovo Testamento, dell'830 circa), nella chiesa di San Benedetto a Malles (con due ritratti idealizzati dei fondatori) e nella Chiesa di San Procolo a Naturno (sempre del IX secolo, con affreschi dal linearismo bidimensionale, che ricordano la sintesi di alcune miniature o la scultura longobarda del secolo precedente).
Enigmatica è l'attribuzione al periodo carolingio di un ciclo di importantissimi affreschi ritrovati nella chiesa di Santa Maria foris portas a Castelseprio, forse di un autore bizantino in fuga da Costantinopoli durante l'iconoclastia.

### Miniatura

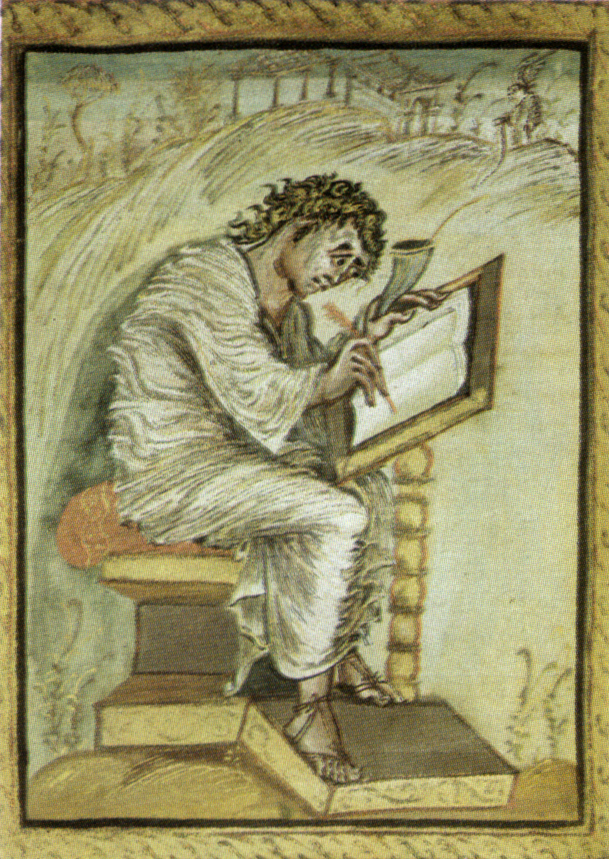
Vangeli di Ebbone, San Matteo

Se le opere di pittura murale carolingie sono molto scarse, ci sono pervenuti numerosi e splendidi manoscritti miniati dell'epoca, che testimoniano la vitalità artistica dell'epoca nelle arti pittoriche. Il libro rivestì un'importanza fondamentale nell'organizzazione dell'Impero, essendo veicolo delle leggi scritte e del recupero del sapere antico. Per questo gli imperatori stessi furono grandi committenti di opere librarie, che in questo periodo raggiunsero un vertice per qualità e rilevanza, con una svolta stilistica rispetto all'VIII secolo. Tra le varie fasi si individuano quella dell'introduzione delle lettere istoriate, (scuola di Corbie, fine dell'VIII secolo), quella della riproduzione dei caratteri stilistici dell'arte antica (Evangeliario dell'Incoronazione, inizio del IX secolo), quella dell'innovativa vitalità espressiva (scuola di Reims, Vangeli di Ebbone e Salterio di Utrecht).

### Scultura e oreficeria
Anche la produzione di oreficerie e di oggetti preziosi in genere ebbe un picco durante la "rinascenza carolingia", grazie anche alle immense ricchezze accumulate delle vittoriose campagne militari.
Nel caso di copertine per libri in avorio, queste erano prodotte negli stessi monasteri dove si trovavano gli scriptoria per la miniatura, e avevano caratteri iconografici e stilistici vicini a quelli delle miniature stesse. Importante era la loro funzione illustrativa verso il popolo, essendo mostrate durante le ostensioni dei libri sacri. Restano tra i capolavori di quel periodo le due copertine dell'Evangeliario di Lorsch, dell'810 circa, che presentano affinità con le plache della cattedra vescovile di Massimiano a Ravenna, o la coperta del salterio dell'epoca di Carlo il Calvo (870 circa), dove si raggiunse nell'intaglio dell'avorio la morbidezza e rotondità della cera molle, con una vivacità delle scene che ricorda il Salterio di Utrecht.
Per quanto riguarda l'oreficeria, un capolavoro assoluto è l'altare di Sant'Ambrogio, conservato magnificamente intatto presso la basilica di Milano. Le placche con le storie di Cristo sono decorate con uno stile repentino e "nervoso", ancora collegabile con la scuola di Reims, con numerose linee spezzate che rifrangono la luce sull'oro e creano un riverbero scintillante. Le placche con le storie di Sant'Ambrogio, più austere ed essenziali, mostrano invece una lettura più concatenata, come in un unico racconto, con una scelta dei temi molto attenta alle posizioni ideologiche e politiche dell'arcivescovo Angilberto II.

## Arte ottoniana
La crisi del regno carolingio, culminata nella deposizione di Carlo il Grosso nell'887, portò alla definitiva frammentazione territoriale e amministrativa del Sacro Romano Impero. Nell'area germanica, definita anche Regno Teutonico, l'anarchia feudale fu interrotta solo dopo l'elezione di Enrico I, primo sovrano della Dinastia ottoniana, che riuscì ad imporsi anche perché riuscì a fermare una prima incursione dei temutissimi ungari. In questa linea fu fondamentale il ruolo svolto (non solo in area germanica ma anche nel Regno d'Italia) dal figlio Ottone I di Sassonia che nel 955 presso Lechfeld annientò definitivamente gli ungari; a partire da Ottone I, l'eredità culturale di Carlo Magno venne riutilizzata dagli imperatori successivi, il concetto della sacralità del sovrano sarà non solo ripreso ma addirittura potenziato al massimo, anche per l'influsso dell'ideologia bizantina che in questo periodo penetrava all'interno del regno teutonico; contatti fondamentali vi erano stati per il matrimonio contratto tra Ottone II, figlio di Ottone I, e la principessa bizantina Teofano, nipote dell'imperatore Giovanni I Zimisce.
Gli oggetti del potere del sovrano, le suppellettili degne della sua carica (scettri, corone, mantelli... i cosiddetti regalia) gli arredi del palazzo reale e liturgici si caricarono tutti di una forte carica sacrale, ben percepita dai sudditi del regno, citiamo allora la corona del Sacro Romano Impero, fatta d'oro e impreziosita da gemme e smalti, oppure il mantello di consacrazione di Enrico II di Baviera conservato a Bamberga.
Proprio come i sovrani carolingi, anche quelli ottoniani furono instancabili fondatori di grandi edifici ecclesiastici (abbazie, cattedrali) che si distinguono per un corpo occidentale (Westwerk) contrapposto al coro riservato all'imperatore. Proprio gli alti dignitari ecclesiastici furono i più stretti collaboratori dei sovrani, come Brunone, fratello di Ottone I e arcivescovo di Colonia, Egberto, arcivescovo di Treviri e cancelliere di Ottone II, Bernoardo di Hildesheim, fino a Gerberto d'Aurillac, precettore di Ottone III e quindi Papa col nome di Silvestro II.
Non si posseggono esempi sufficienti per valutare interamente la produzione pittorica ottoniana, ma abbiamo un intero ciclo di affreschi con scene della vita di Cristo presso la chiesa di San Giorgio a Oberzell, sull'isola di Reichenau. Analogamente alla situazione carolingia sono rimasti un gran numero di codici miniati, i più importanti sono certo quelli prodotti dallo scriptorium dell'Abbazia di Reichenau, posta su di un'isola in un'area strategica sul lago di Costanza, quindi a metà tra Germania e Italia.
Importantissimi furono i risultati raggiunti dall'architettura in età ottoniana, proprio in area germanica si possono vedere (analogamente a quanto succede in Normandia) i primi preludi al romanico che si espanse successivamente in tutta Europa; l'unico exemplum di cattedrale ottoniana edificata prima dell'anno 1000 è San Ciriaco a Gernrode che già presenta elementi innovativi: l'ispessimento della muratura, le arcate semicieche all'interno di gallerie sulla navata centrale (quindi decorazione delle pareti in maniera più plastica), muro retto sia da colonne che da pilastri.
Anche a Magdeburgo, città scelta direttamente da Ottone I come centro del potere, era presente una cattedrale d'impianto basilicale con doppio transetto che tuttavia venne distrutta da un duplice incendio.